# Liste der Biografien/Weise
Liste der Biografien |
Portal Biografien |
Personensuche
# |
A |
B |
C |
D |
E |
F |
G |
H |
I |
J |
K |
L |
M |
N |
O |
P |
Q |
R |
S |
T |
U |
V |
W |
X |
Y |
Z |
?
 
Wa |
Wc |
Wd |
We |
Wh |
Wi |
Wj |
Wl |
Wn |
Wo |
Wr |
Ws |
Wt |
Wu |
Ww |
Wy |
Wz
 
Wea |
Web |
Wec |
Wed |
Wee |
Wef |
Weg |
Weh |
Wei |
Wej |
Wek |
Wel |
Wem |
Wen |
Weo |
Wep |
Wer |
Wes |
Wet |
Weu |
Wev |
Wew |
Wex |
Wey |
Wez
 
Weia |
Weib |
Weic |
Weid |
Weie |
Weif |
Weig |
Weih |
Weij |
Weik |
Weil |
Weim |
Wein |
Weip |
Weir |
Weis |
Weit |
Weix |
Weiz
 
Weisb |
Weisc |
Weisd |
Weise |
Weisf |
Weisg |
Weish |
Weisi |
Weisk |
Weisl |
Weism |
Weisn |
Weisp |
Weisr |
Weiss |
Weist |
Weisw |
Weisz
Die Liste der Biografien führt alle Personen auf, die in der deutschsprachigen Wikipedia einen Artikel haben. Dieses ist eine Teilliste mit 157 Einträgen von Personen, deren Namen mit den Buchstaben „Weise“ beginnt.

## Weise
- Weise, Adam (1776–1835), deutscher Maler, Kupferstecher, Kunstsammler, Schriftsteller, Kunsthistoriker und Zeichenlehrer
- Weise, Alexander (* 1974), deutscher Schauspieler
- Weise, Alfred (1872–1934), deutscher Geologe, Berghauptmann und Mitglied der Deutschen Saardelegation in Paris
- Weise, Andreas (* 1957), deutscher Architekt, Denkmalpfleger und Stadtplaner
- Weise, Barbara, deutsche Behindertensportlerin
- Weise, Bernhard (1853–1937), deutscher Architekt und Bausachverständiger
- Weise, Bettina (* 1968), deutsche Fußballspielerin
- Weise, Carl Heinrich (1735–1762), sächsischer Amtmann
- Weise, Carl Leopold († 1760), sächsischer Amtmann
- Weise, Charlie (* 1955), deutscher Eishockeytrainer
- Weise, Christian (1642–1708), deutscher Satiriker und DramatikerChristian Weise (1642–1708)

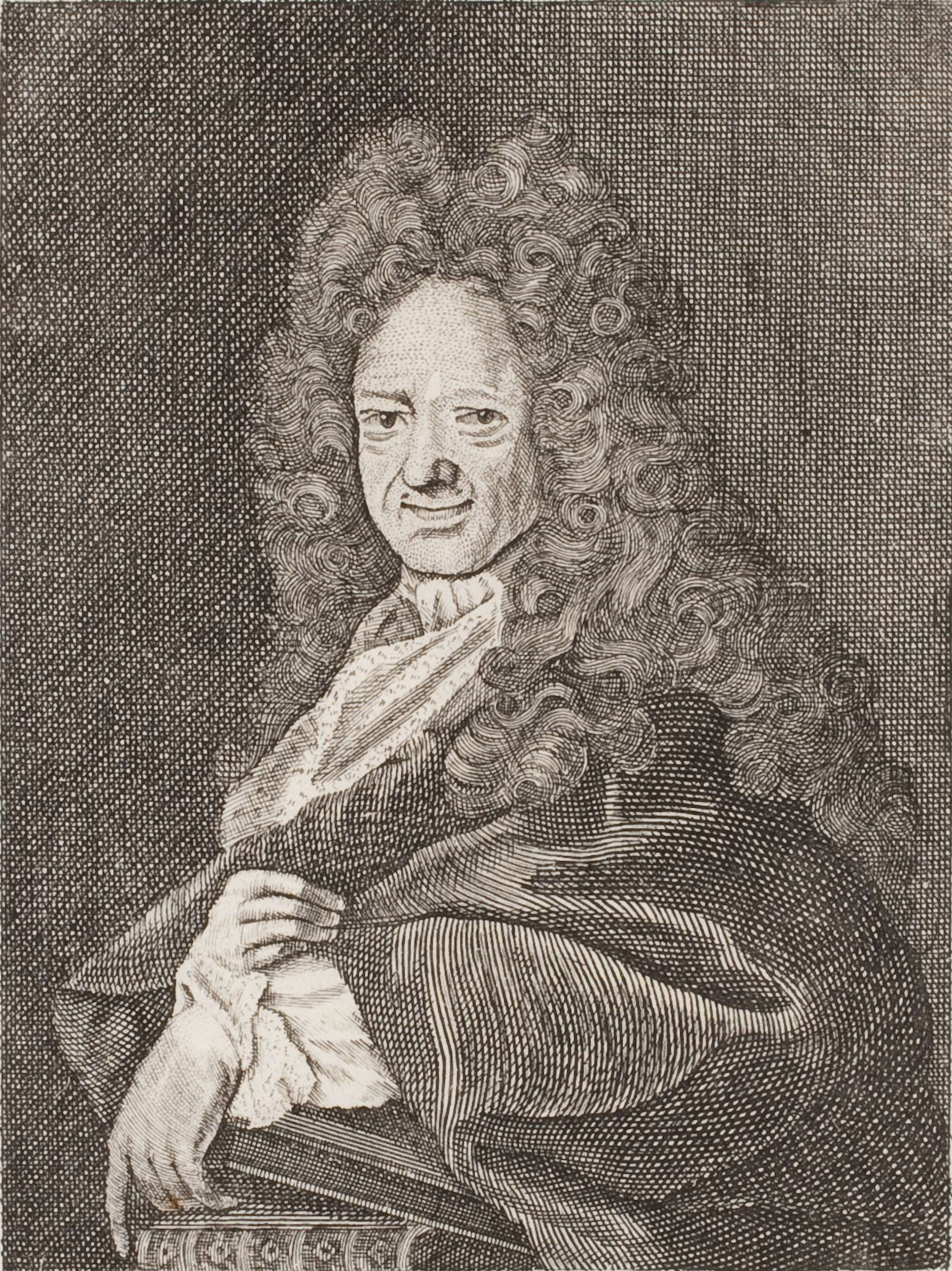
Christian Weise (1642–1708)

- Weise, Christian (1703–1743), deutscher lutherischer Theologe
- Weise, Christian (* 1987), deutscher Rennrodler
- Weise, Christiane (1796–1844), deutsche Schauspielerin und Sängerin
- Weise, Clemens von (1872–1920), deutscher Kapitän zur See der Kaiserlichen Marine
- Weise, Dale (* 1988), kanadischer Eishockeyspieler
- Weise, Dietrich (1934–2020), deutscher Fußballspieler und -trainer
- Weise, Eberhard (1927–2024), deutscher Chemiker und Hochschullehrer
- Weise, Eberhard (* 1934), deutscher Jazzmusiker und Komponist
- Weise, Eberhard (* 1953), deutscher Bobsportler
- Weise, Eckhard (* 1949), deutscher Autor
- Weise, Elinor (* 1951), deutsche Illustratorin, Grafikerin und Bilderbuchautorin
- Weise, Emil (1832–1899), deutscher Jurist, preußischer Verwaltungsbeamter und Kommunalpolitiker
- Weise, Erich (1895–1972), deutscher Historiker und Archivar
- Weise, Ernst (1843–1941), deutscher Lehrer und Geologe
- Weise, Ernst Paul (1890–1981), deutscher Werbegraphiker
- Weise, Frank-Jürgen (* 1951), deutscher Offizier und Manager, Vorsitzender der deutschen Bundesagentur für Arbeit
- Weise, Friedemann (* 1973), deutscher Liedermacher und SatirikerFriedemann Weise (* 1973)

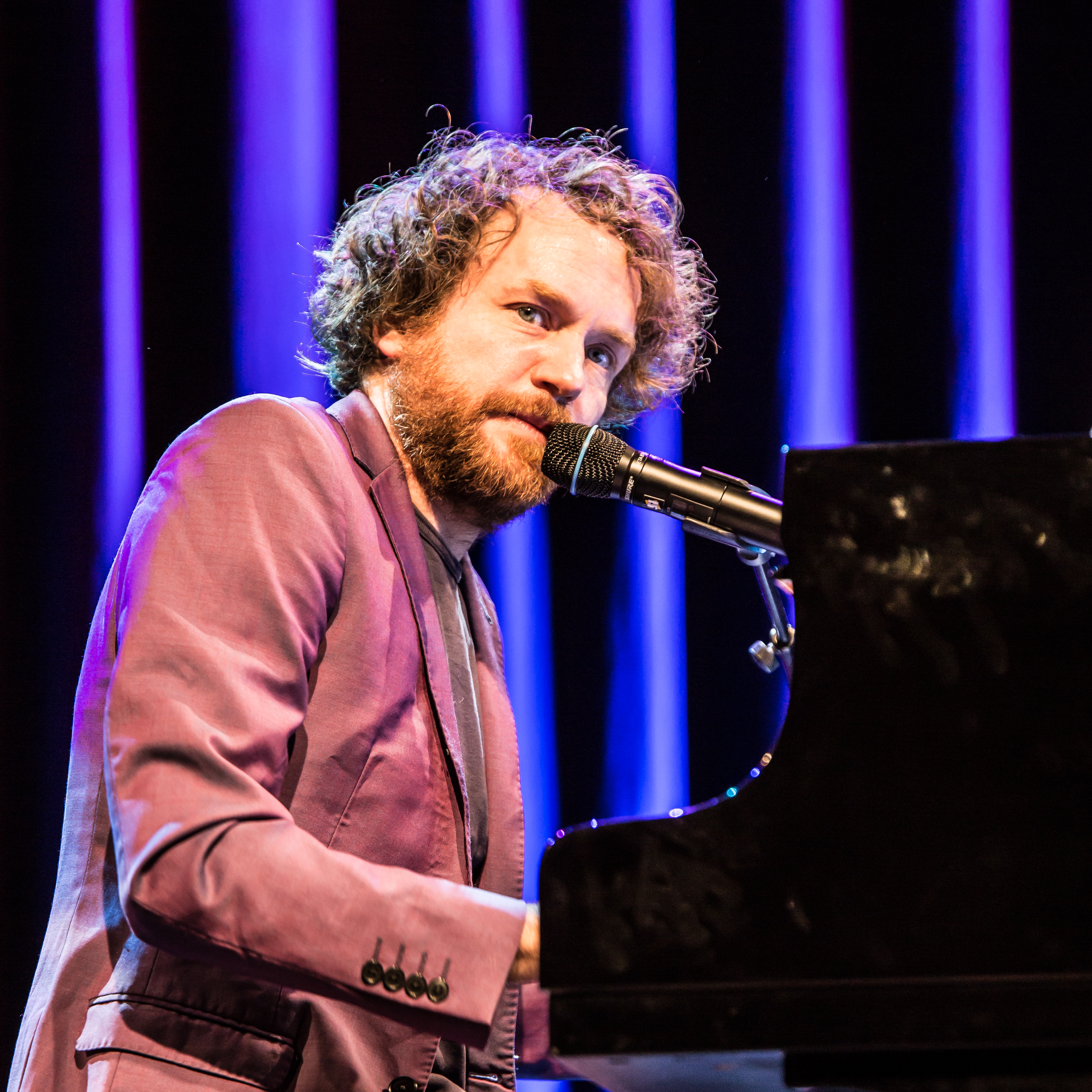
Friedemann Weise (* 1973)

- Weise, Friedrich (1649–1735), deutscher evangelischer Theologe, Geistlicher und Hochschullehrer
- Weise, Georg (1870–1945), deutscher Fabrikbesitzer und Politiker
- Weise, Georg (1888–1978), deutscher Kunsthistoriker
- Weise, Georg (* 1973), deutscher Maler und Bildhauer
- Weise, Georg Andreas (1737–1792), deutscher lutherischer Theologe
- Weise, Gerhart (* 1913), deutscher Journalist und Mitarbeiter Joseph Goebbels’
- Weise, Gottfried (1921–2000), deutscher SS-Unterscharführer, Aufseher des Konzentrationslagers Auschwitz-Birkenau
- Weise, Gottfried (* 1944), deutscher Sportjournalist
- Weise, Günter (* 1935), deutscher Ingenieur und Hochschullehrer
- Weise, Hans-Joachim (1912–1991), deutscher Regattasegler
- Weise, Heinz (* 1934), deutscher Fußballtorwart
- Weise, Helga (* 1950), deutsche Politikerin (SPD) und MdHB
- Weise, Henri (1954–1977), deutsches Todesopfer an der Berliner Mauer
- Weise, Hermann († 1450), Franziskaner und Weihbischof in Würzburg, Mainz und Bamberg
- Weise, Hubert (1884–1950), deutscher Generaloberst im Zweiten Weltkrieg
- Weise, Hubert von (1846–1907), preußischer Generalleutnant
- Weise, Ignaz (1864–1932), deutscher Orgelbauer
- Weise, Jeffrey (1988–2005), US-amerikanischer Amokläufer
- Weise, Johann Anton (1672–1750), deutscher Orgelbauer
- Weise, Johann Christoph Gottlob (1762–1840), deutscher Botaniker und Autor
- Weise, Johann Peter, deutscher Orgelbauer
- Weise, Johanna (1928–2023), deutsch-schweizerische Kostümbildnerin
- Weise, Julius (1844–1925), deutscher Entomologe
- Weise, Karl (1813–1888), deutscher Volksdichter
- Weise, Karl (1844–1926), deutscher Architekt und Baubeamter
- Weise, Karl (1890–1947), deutscher Bildender Künstler
- Weise, Karl (1926–2011), deutscher Politiker (CDU), MdL
- Weise, Karl Friedrich Wilhelm von (1779–1851), deutscher Beamter und Politiker
- Weise, Karl-Heinrich (1909–1990), deutscher Mathematiker und Hochschullehrer
- Weise, Katharina (1888–1975), deutsche Schriftstellerin
- Weise, Kathleen (* 1978), deutsche Schriftstellerin
- Weise, Klara (1823–1890), deutsche Kinder- und Jugendbuchautorin
- Weise, Klaus (1929–2019), deutscher Psychiater
- Weise, Klaus (1936–2022), deutscher Dirigent
- Weise, Klaus (* 1951), deutscher Theaterregisseur und Theaterintendant
- Weise, Konrad (* 1951), deutscher Fußballspieler und -trainerKonrad Weise (* 1951)

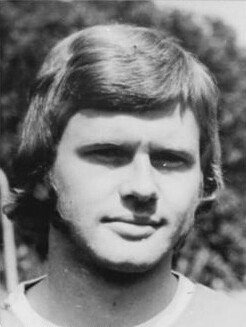
Konrad Weise (* 1951)

- Weise, Lisa (1880–1951), deutsche Schauspielerin und Sängerin
- Weise, Lothar (1931–1966), deutscher Schriftsteller und Science-Fiction-Autor
- Weise, Lothar (1934–2024), deutscher Fußballspieler
- Weise, Lothar (* 1936), deutscher Politiker (CDU)
- Weise, Ludwig von (1828–1915), deutscher Beigeordneter in Köln und Oberbürgermeister von Aachen
- Weise, Ludwig Wilhelm Adolf von (1751–1820), Regierungschef und Kammerpräsident im Fürstentum Schwarzburg-Sondershausen
- Weise, Margret (* 1941), deutsche Keramikkünstlerin
- Weise, Markus (* 1962), deutscher Hockeytrainer
- Weise, Martin (1605–1693), deutscher Mediziner
- Weise, Martin (1891–1952), deutscher Pädagoge und Hochschullehrer
- Weise, Martin (1903–1943), deutscher Politiker und Widerstandskämpfer gegen den Nationalsozialismus (Rote Kapelle)
- Weise, Melitta (1899–1977), deutsche Schriftstellerin und Dichterin
- Weise, Michael (1889–1969), deutscher Orgelbauer und Politiker (CSU)
- Weise, Ottokar, deutscher Regattasegler
- Weise, Peter (* 1941), deutscher Ökonom
- Weise, Peter (* 1944), deutscher Kapitän, Kaufmann und Schriftsteller
- Weise, Richard (1844–1913), deutscher Architekt
- Weise, Richard (1887–1965), deutscher Radrennfahrer
- Weise, Robert (1870–1923), deutscher Maler, Zeichner und Illustrator
- Weise, Roland (* 1952), deutscher Manager
- Weise, Rolf (1907–1965), deutscher Rechtsanwalt und Politiker (CDU)
- Weise, Rolf-Rüdiger (1941–2006), deutscher Keramiker
- Weise, Rudolf, deutscher Mediziner und ärztlicher Standespolitiker
- Weise, Rudolf Ernst (1844–1935), deutscher Maschinenbau-Unternehmer
- Weise, Stefan (* 1983), deutscher Altphilologe
- Weise, Sven (* 1968), deutscher Badmintonspieler
- Weise, Theodor (1890–1945), deutscher Politiker (NSDAP), MdR
- Weise, Volker (1943–2017), deutscher Journalist und Chefredakteur
- Weise, Wilhelm (1936–2012), deutscher Mediziner
- Weise, Wolfgang (1938–2006), deutscher Gynäkologe, Geburtshelfer und Humangenetiker
- Weise, Wolfgang (* 1949), deutscher Volleyballspieler
- Weise, Wolfram (* 1946), deutscher Physiker

### Weiseb
- Weiseborn, Jakob (1892–1939), deutscher KZ-Kommandant

### Weisel
- Weisel, Dietrich (* 1958), deutscher Agraringenieur, MdV (DBD)
- Weisel, Georg Leopold (1804–1873), böhmisch-österreichischer Arzt und Schriftsteller
- Weisel, Kipling (* 1995), US-amerikanischer Skirennläufer
- Weiselius, Erik (* 1984), schwedischer Poolbillardspieler

### Weisem
- Weisemann, Ewald (1887–1963), deutscher Pädagoge und Politiker (DNVP), MdL
- Weisemann, Sven (* 1984), deutscher DJ, Produzent und Musiker

### Weisen
- Weisenbach, Heinz (1945–2018), deutscher Eishockeyspieler und -trainer
- Weisenberger, Gerhard (1952–2024), deutscher Ringer
- Weisenberger, Karl (1890–1952), deutscher General der Infanterie im Zweiten Weltkrieg
- Weisenborn, Christian (* 1947), deutscher Filmemacher
- Weisenborn, Günther (1902–1969), deutscher Schriftsteller und DramaturgGünther Weisenborn (1902–1969)

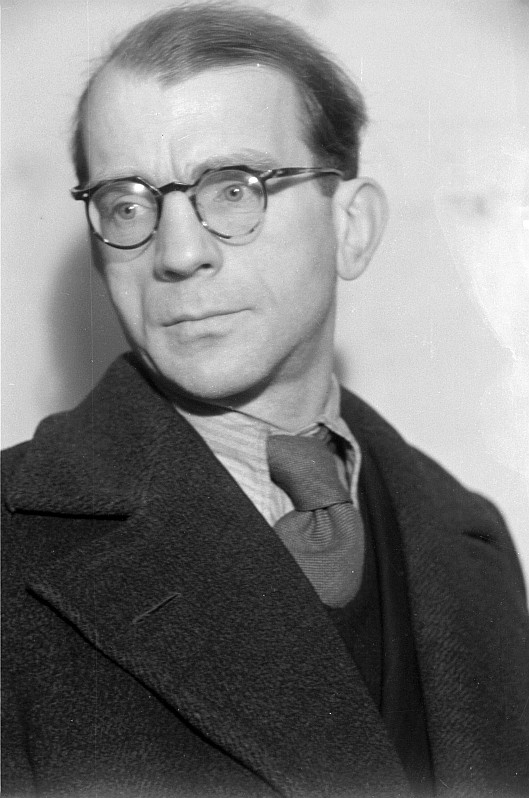
Günther Weisenborn (1902–1969)

- Weisenborn, Joy (1914–2004), deutsche Widerstandskämpferin gegen den Nationalsozialismus und Schriftstellerin
- Weisenborn, Rudolph (1881–1974), US-amerikanischer Maler, Grafiker, Wandmaler und Kunstpädagoge
- Weisenburger, Aloys (1815–1887), katholischer Priester der Diözese Speyer, Publizist, Volksschriftsteller
- Weisenburger, Edward Joseph (* 1960), US-amerikanischer Geistlicher, römisch-katholischer Erzbischof von Detroit
- Weisenburger, Werner (* 1954), deutscher Militär, Generalmajor der Bundeswehr
- Weisener, Heinz (1928–2005), deutscher Architekt und Fußballfunktionär
- Weisenfeld, Ernst (1913–2009), deutscher Journalist
- Weisengrün, Paul (1868–1923), österreichischer Sozialphilosoph
- Weisensee, Christian (1882–1950), deutscher Finanzbeamter
- Weisensee, Gerd Josef (* 1942), Schweizer Unternehmer und Journalist
- Weisensee, Manfred (* 1959), deutscher Geodät und Hochschullehrer
- Weisenseel, Karlheinz (* 1954), deutscher Leichtathlet

### Weiser
- Weiser Varon, Benno (1913–2010), israelischer Diplomat und Journalist
- Weiser, Alfons (* 1934), deutscher katholischer Theologe, Pallottiner
- Weiser, Andreas (* 1957), deutscher Journalist, Autor, Musiker und Komponist
- Weiser, Antje Felizia (* 1967), deutsche Politikerin (SPD), MdL
- Weiser, Armand (1887–1933), österreichischer Architekt und Fachschriftsteller
- Weiser, Artur (1893–1978), deutscher Evangelischer Theologe und Alttestamentler
- Weiser, Bernard, US-amerikanischer Sound-Editor
- Weiser, Christoph (* 1959), deutscher Verwaltungsjurist
- Weiser, Conrad (1696–1760), amerikanischer Siedler, Dolmetscher und Diplomat im Franzosen- und Indianerkrieg
- Weiser, Eric (1907–1986), Medizinjournalist und populärwissenschaftlicher Buchautor
- Weiser, Ernst (* 1939), deutscher Fußballspieler
- Weiser, Franz (1901–1986), österreichisch-amerikanischer katholischer Theologe und Schriftsteller
- Weiser, Gerhard (1931–2003), deutscher Politiker (CDU), MdLGerhard Weiser (1931–2003)

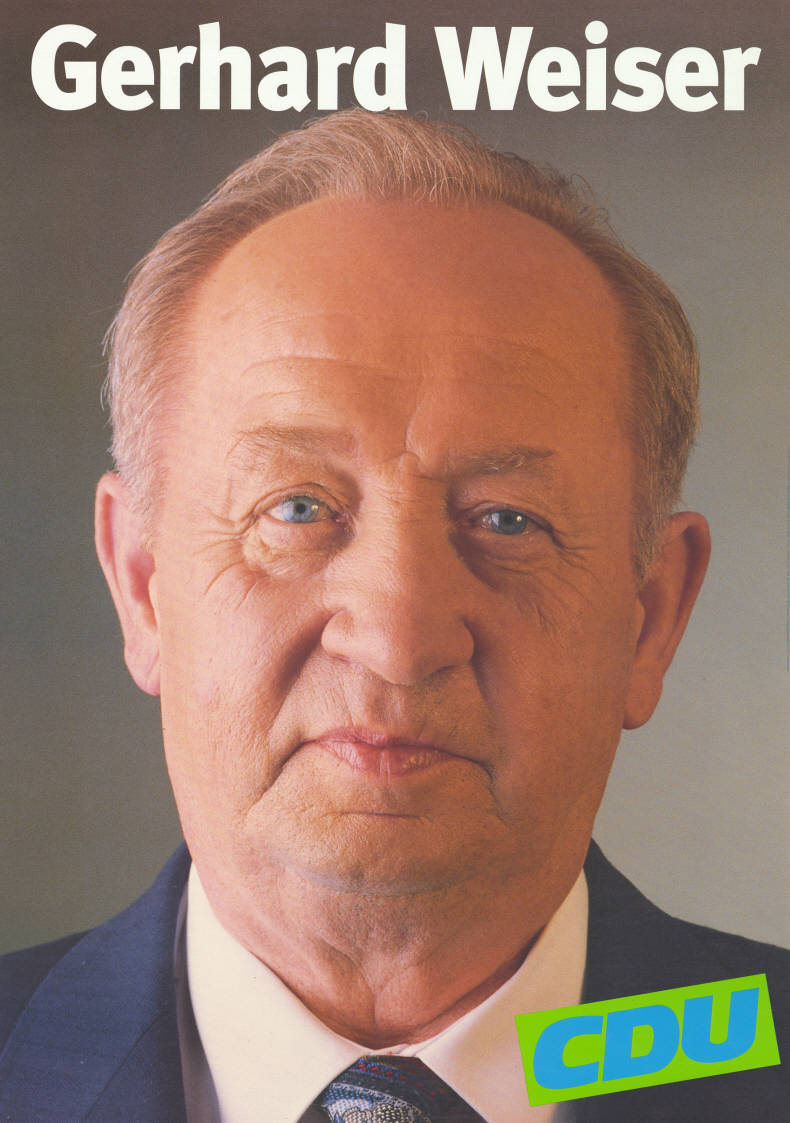
Gerhard Weiser (1931–2003)

- Weiser, Grethe (1903–1970), deutsche Bühnen- und Filmschauspielerin
- Weiser, Heinrich (1808–1865), deutscher Dichter
- Weiser, Henrik (* 1975), deutscher Koch
- Weiser, Ignatz Anton von (1701–1785), österreichischer Dramatiker und Mundartdichter; Bürgermeister von Salzburg
- Weiser, Jonas (* 1993), deutscher Basketballspieler
- Weiser, Josef (1881–1964), deutscher Politiker (Zentrum), MdR
- Weiser, Joseph Emanuel (1847–1911), deutscher Maler
- Weiser, Kajetan (1876–1952), österreichischer Politiker (SdP), Abgeordneter zum Nationalrat
- Weiser, Karl (1848–1913), deutscher Schauspieler und Schriftsteller
- Weiser, Karl (1911–1988), österreichischer Maler
- Weiser, Mark (1952–1999), amerikanischer Informatiker
- Weiser, Martha (1913–2008), österreichische Politikerin
- Weiser, Mathias (* 1986), deutscher Politiker (AfD), MdB
- Weiser, Mitchell (* 1994), deutscher FußballspielerMitchell Weiser (* 1994)

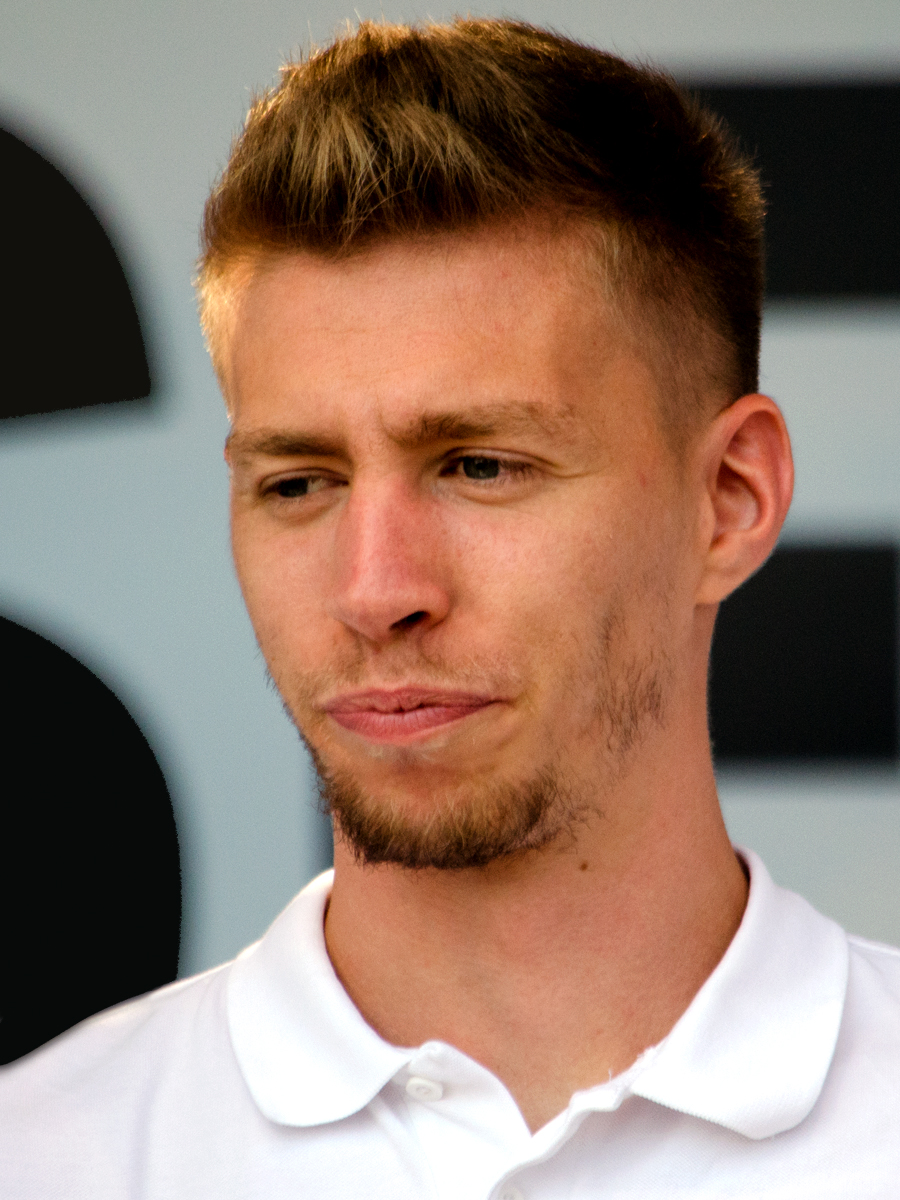
Mitchell Weiser (* 1994)

- Weiser, Patrick (* 1971), deutscher Fußballspieler
- Weiser, Paul (1877–1967), deutscher Maler und Grafiker
- Weiser, Peter (1926–2012), österreichischer Journalist, Leiter des Wiener Konzerthauses und Leiter der österreichischen Energieagentur
- Weiser, Rosa (1897–1982), österreichische Architektin
- Weiser, Shari, US-amerikanische Schauspielerin
- Weiser, Uri C. (* 1945), israelischer Computeringenieur
- Weiser, Wolfgang (1928–1996), österreichischer Schauspieler
- Weiser, Wolfram (1954–2022), deutscher Numismatiker
- Weiser-Aall, Lily (1898–1987), österreichisch-norwegische Volkskundlerin und Ethnologin
- Weisert, Bernia (1907–1945), deutsche Steyler Missionsschwester und Märtyrin